# Guy Alexis Lobineau
Guy Alexis Lobineau, dit Dom Lobineau, né le 9 octobre 1667 à Rennes, mort le 3 juin 1727 en l'abbaye de Saint-Jacut-de-la-Mer, est un historien breton, moine bénédictin de la congrégation de Saint-Maur.

## L'Histoire de Bretagne
Né dans une famille d'hommes de loi, notamment procureurs au Parlement de Bretagne, il fit profession dans l'abbaye de Saint-Melaine de Rennes le 15 décembre 1683, n'étant âgé que de seize ans. Très appliqué à l'étude, il maîtrisa bientôt le latin, le grec et l'hébreu, et en 1693 fut choisi par Dom Audren de Kerdrel, abbé de Saint-Vincent du Mans, pour remplacer Mathurin Veyssière de La Croze dans l'équipe qu'il avait réunie depuis 1687 pour composer une nouvelle Histoire de Bretagne, financée par les États de Bretagne. Après la mort prématurée de Dom Le Gallois en 1695, Dom Lobineau devint le principal responsable de l'ouvrage, assisté de Dom Briant. L'ouvrage parut en 1707 (deux volumes in-folio, un de texte, racontant l'histoire de la Bretagne de 458 jusqu'à l'union à la France en 1532, un autre de preuves, en tout dans les deux mille pages). Dans sa requête adressée la même année aux États provinciaux, Dom Lobineau estimait qu'il avait coûté en tout vingt-cinq mille livres. Il annonçait qu'il y avait bien la matière de faire deux autres volumes, ce qu'il n'obtint pas. Il reçut une rente viagère annuelle de trois cents livres (reversée à son ordre).
L'ouvrage produisit plusieurs controverses. Dom Jean Liron, collègue de Lobineau, écrivit une Apologie pour les Armoricains et pour les Églises des Gaules (Paris, 1708), où il soutenait, contre l'Histoire de Lobineau, que le christianisme était implanté en Armorique avant l'arrivée des Bretons originaires d'Outre-Manche. Lobineau y réagit d'une manière peu glorieuse : il fit modifier le texte de l' Histoire, faisant disparaître les passages visés par Liron, et il publia une Contre-apologie, ou réflexions sur l'Apologie des Armoricains (Nantes, 1708, avec l'épigraphe accusatrice « Ne addas quicquam verbis illius, & arguaris inveniarisque mendax »), où il citait malhonnêtement le texte modifié. Malheureusement pour lui, il ne put empêcher que des exemplaires non corrigés ne circulent dans le public, ce qui le discrédita quelque peu.
Deux autres érudits entreprirent contre l'ouvrage une polémique dite de « la mouvance de Bretagne » : ils accusèrent Lobineau d'avoir plus écouté son patriotisme breton que la vérité historique en affirmant indûment la thèse de l'indépendance de la Bretagne pendant le Haut Moyen Âge ; ils s'attachèrent plus particulièrement, étant tous deux Normands, au lien de vassalité ayant existé à une certaine époque entre la Bretagne et la Normandie, faisant de la première un fief de second rang du royaume de France. Il y eut d'abord les Dissertations sur la mouvance de Bretagne, par rapport aux droits que les ducs de Normandie y prétendaient, et sur quelques autres sujets historiques de l'abbé de Vertot (Paris, 1710), puis la Dissertation sur la mouvance de Bretagne de l'abbé des Thuilleries (Paris, 1711). Le roi Charles le Simple, soutenaient-ils entre autres, avait donné la Bretagne au chef normand Rollon en 912 (ou en 923 selon le second). Lobineau répondit en 1712 sous forme d'une lettre à Pierre de Brilhac, premier président du Parlement de Bretagne, puis en 1713 sous forme d'un texte pour le public, où il affirmait que de toute façon les Bretons n'avaient jamais reconnu la suzeraineté des rois francs, ni sous les Mérovingiens, ni sous les Carolingiens. La polémique se poursuivit avec une réponse de l'abbé des Thuilleries en 1713, et une autre de l'abbé de Vertot qui ne parut qu'en 1720 (Histoire critique de l'établissement des Bretons dans les Gaules, et de leur dépendance des rois de France et des ducs de Normandie, etc.), dans laquelle, juste après la révélation de la conspiration de Pontcallec, il cherchait à faire passer Lobineau pour un criminel d'État. Intimidé, Lobineau ne fit alors aucune réponse.    
L'Histoire de Bretagne occasionna aussi pour Lobineau des démêlés avec la famille de Rohan, dont le duc de Saint-Simon s'est fait l'écho dans ses Mémoires (V, 166) : cette famille prétendait descendre de Conan Mériadec, légendaire roi de Bretagne armoricaine à la fin du IVe  ou au début du Ve siècle, et appuyait sur l'histoire de ce personnage sa revendication d'être traitée comme famille princière, issue de rois ; or l' Histoire de Lobineau faisait justice de cette légende, surtout d'après les recherches de Dom Le Gallois, prédécesseur de Dom Lobineau dans l'entreprise. Le prince-évêque de Rohan-Strasbourg intervint avec insistance pour faire modifier l'ouvrage, se heurtant à la résistance de Lobineau. 
Celui-ci caressa jusqu'à la fin de sa vie le projet de continuer son Histoire de Bretagne grâce au matériau déjà accumulé, et il publia même le prospectus de deux nouveaux volumes qui devaient contenir les généalogies des plus illustres familles de la noblesse bretonne ; mais il n'eut pas l'occasion de mettre ce projet à exécution. Après sa mort, le 29 octobre 1728, les États de Bretagne décidèrent de mettre toute sa documentation sous scellés, et qu'il en serait fait un inventaire. Finalement, c'est Dom Morice qui la récupéra peu après.
Lobineau publia toutefois plus tardivement, sur le même thème de l'histoire de la Bretagne et à partir d'elle, un ouvrage intitulé Histoire, ou vies des saints de Bretagne, que l'Église honore d'un culte public, et des personnes d'une éminente piété qui ont vécu dans la même province, avec une addition à l'histoire de Bretagne (Rennes, 1723, et en in-folio 1724). Il a aussi laissé en manuscrit à sa mort une Histoire de la ville de Nantes, de la Chambre des comptes de Bretagne, des barons et des droits seigneuriaux de cette province.

## Autres ouvrages
Dom Lobineau se chargea de continuer l' Histoire de Paris, laissée inachevée par son collègue mauriste Dom Michel Félibien († 1719) : il a poursuivi le récit au-delà de 1661, année où s'était arrêté son prédécesseur, et d'autre part il a fait des ajouts importants, et notamment publié un très grand nombre de pièces justificatives ; il a aussi joint à l'ouvrage un glossaire du latin médiéval (au début du troisième volume) et un autre d'ancien français ; le tout, qui constitue cinq volumes in-folio, parut en 1725. 
Dom Lobineau s'est aussi signalé par une œuvre de traducteur. Il a publié en 1708 une traduction française de l'Histoire des deux conquêtes d'Espagne par les Mores de Miguel de Luna (v. 1545-1615), un médecin morisque de Grenade qui publia en 1592 et 1600 cette chronique supposément traduite en espagnol d'un original médiéval en arabe, et dénoncée à la fin du XVIIe siècle comme une pure invention de sa part ; une première version française de ce texte, due à un certain père Leroux, avait paru en 1680.
Il a d'autre part laissé en manuscrit des traductions du grec : une, annotée, des Ruses de guerre de Polyen, qui fut publiée en 1743 par Pierre Nicolas Desmolets jointe à celle qu'avait faite Nicolas Perrot d'Ablancourt de l'ouvrage sur le même sujet de Frontin ; une autre, avec une longue préface et des notes en français, latin et italien, du théâtre d'Aristophane, formant trois volumes in-8, œuvre de jeunesse transcrite en deux mois en 1695 (manuscrit retrouvé en septembre 1792 chez un commerçant par Mercier de Saint-Léger, passé ensuite entre les mains du libraire Antoine-Augustin Renouard, qui renonça à publier les traductions, les jugeant graveleuses et désuètes ; préface publiée en 1795 par Simon Chardon de la Rochette dans le Magasin encyclopédique, vol. II, no 1, puis dans ses Mélanges de critique et de philologie, t. III, p. 178-260).   
C'est en décembre 1726, après l'achèvement de son travail sur l'Histoire de Paris, que Dom Lobineau se retira dans l'Abbaye bénédictine de Landouar en Saint-Jacut-de-la-Mer, et il y mourut six mois plus tard, le 3 juin 1727. Une stèle en forme de menhir surmonté d'une croix y a été inaugurée en son honneur le 3 mai 1886, en présence de l'évêque de Saint-Brieuc et de l'historien Arthur de La Borderie.

## Citation
« Ces aventures ne découragèrent point des gens [sc. les Rohan] qui, non contents du rang qu'ils avaient obtenu, voulaient absolument être princes. Ils avaient tenté une descendance chimérique d'un Conan Mériadec qui n'exista jamais, prétendu roi de Bretagne dans les temps fabuleux.[...] Un bénédictin nommé Lobineau fit en ces temps-ci une Histoire de Bretagne. M. de Strasbourg y voulut faire insérer ce qui lui convenait. Le moine résista et souffrit une persécution violente et même publique, sans qu'il fût possible de le vaincre ; mais enfin, las des tourments et menacé de pis encore, il vint à capitulation. Ce fut de retrancher tout ce qui pouvait déplaire et nuire aux prétentions. Ces retranchements furent infinis ; il les disputa pourtant pied à pied avec courage ; mais à la fin, il fallut céder et insérer faussement du Mériadec malgré tout ce qu'il put dire et faire pour s'en défendre. Il s'en plaignit à qui le voulut entendre. Il fut bien aise, pour sa réputation, que la violence ouverte de ces mutilations et de ces faussetés ajustées par force ne fût pas ignorée. Il en encourut pour toujours la disgrâce des Rohan, qui surent lui en faire sentir la pesanteur jusque dans le fond de son cloître, et qui ne s'en sont jamais lassés. L'abbé de Caumartin, mort évêque de Blois, à qui le moine disait tout, me l'a conté dans le temps, outre que la chose devint publique. Avec ces mutilations, l'ouvrage parut fort défiguré, sans quoi il n'eût jamais vu le jour. Ceux qui s'y connaissent trouvèrent que c'était un grand dommage, parce qu'ils l'estimèrent excellent et fort exact d'ailleurs » (Saint-Simon, Mémoires, t. V, § 166).

## Hommage
Depuis 1817, la rue Lobineau dans le 6e arrondissement de Paris porte son nom.

## Source partielle
« Guy Alexis Lobineau », dans Louis-Gabriel Michaud, Biographie universelle ancienne et moderne : histoire par ordre alphabétique de la vie publique et privée de tous les hommes avec la collaboration de plus de 300 savants et littérateurs français ou étrangers, 2e édition, 1843-1865 [détail de l’édition]